# جي.إس باج صالة غرفة الموسيقى
جي.إس باج صالة غرفة الموسيقى هو بناء مُؤقت صممته المهندسة المعمارية البريطانية العراقية زها حديد لأجل مهرجان مانشستر الدولي. وجاء تصميم البناء في مساحة 425 متر مربع داخل قاعة معرض مانشستر للفن لاستضافة سلسلة من تسع حفلات موسيقية لجي.إس باج من قبل الفنانين الدوليين ألينا إبراخيموفا وبيوتر أنديرزيوسكي وجيان جيهان كيرساس.